# کرش تست دامیز
کرَشْ تِستْ دامیز (به انگلیسی: Crash Test Dummies) نام یک گروه فولک راک کانادایی است که از وینیپگ مانیتوبا می‌آیند. آن‌ها بیشتر با تک‌آهنگی با نام «Mmm Mmm Mmm Mmm» که در سال ۱۹۹۳ منتشر کردند شناخته می‌شوند. این ترانه در زمان انتشارش تا ردهٔ ۴ام جدول «۱۰۰ ترانهٔ پرفروش روز آمریکا» صعود کرد و در صدر جدول «پرفروش‌ترین ترانه‌های راک مدرن» جای گرفت.
از سال ۲۰۰۱ به‌این‌سو فقط برَد رابرتز (خواننده/ترانه‌سرا) و اِلِن رِید (نوازندهٔ سازهای کلیدی/خوانندهٔ هم‌خوان) در گروه حضور دارند و بقیهٔ اعضا مشغول پروژه‌ها و زندگی شخصی‌شان هستند.

## آلبوم‌ها
| نام آلبوم                           | سال انتشار |
| ----------------------------------- | ---------- |
| ۱. The Ghosts that Haunt Me         | ۱۹۹۱       |
| ۲. God Shuffled His Feet            | ۱۹۹۳       |
| ۳. A Worm's Life                    | ۱۹۹۶       |
| ۴. Give Yourself a Hand             | ۱۹۹۹       |
| ۵. I Don't Care That You Don't Mind | ۲۰۰۱       |
| ۶. Jingle All The Way               | ۲۰۰۲       |
| ۷. Puss 'n' Boots                   | ۲۰۰۳       |
| ۸. Songs of the Unforgiven          | ۲۰۰۴       |
| ۹. Ooh La La                        | ۲۰۰۹       |